# Nghiêm Chưởng Châu
Nghiêm Chưởng Châu (1929 – 2005) là một nhà giáo Việt Nam, nhà quản lý giáo dục Việt Nam, đảng viên Đảng Cộng sản Việt Nam, đại biểu Quốc hội Việt Nam. Bà từng giữ chức vụ Thứ trưởng Bộ Giáo dục Việt Nam, Giám đốc Sở Giáo dục Thành phố Hà nội, Phó chủ tịch Ủy ban nhân dân thành phố Hà Nội.

### Quê quán
Bà sinh ngày 26/09/1929, tại xã Mai Đình, Hiệp Hòa, Bắc Giang; quê ở phủ Ứng Hòa, tỉnh Hà Đông nay là huyện Ứng Hòa, thành phố Hà Nội.

## Quá trình hoạt động cách mạng
Khi mới 16 tuổi (tháng 5/1945) bà đã tham gia hoạt động cách mạng và công tác trong đội tuyên truyền xung phong tham gia cướp chính quyền tại huyện Từ Sơn, tỉnh Bắc Ninh. Ngày 4/3/1947 bà chính thức đứng vào hàng ngũ của Đảng. Tháng 9/1947 bà là Bí thư Phụ nữ cứu quốc huyện Hiệp Hòa, tỉnh Bắc Giang. 

## Hoạt động trong ngành giáo dục
Từ tháng 10/1947 đến tháng 3/1954 bà được cử đi học và là giáo viên trường trung học kháng chiến Hàn Thuyên, Bắc Ninh và trường trung cấp sư phạm khu học xá trung ương.
Từ tháng 4/1954 đến tháng 3/1961 bà tham gia trong ban cải cách ruộng đất tỉnh Thái Nguyên, cán bộ về tiếp quản Thủ đô; Bí thư chi bộ, Hiệu phó trường Trưng Vương Hà Nội, Hiệu trưởng trường trung cấp sư phạm Hà Nội.
Từ tháng 5/1961 đến tháng 10/1966 là Phó giám đốc Sở Giáo dục Hà Nội.
Từ tháng 10/1966 đến tháng 4/1977 bà về công tác tại Bộ Giáo dục và giữ các chức vụ: Vụ phó, Vụ trưởng, Đảng ủy viên Bộ Giáo dục.
Từ tháng 5/1977 đến tháng 5/1987 là Thành ủy viên, Giám đốc Sở Giáo dục, Trưởng ban văn hóa xã hội – Hội đồng nhân dân thành phố; Phó Chủ tịch Ủy ban nhân dân thành phố Hà Nội.
Từ tháng 6/1987 đến năm 1991 bà là Thứ trưởng thường trực Bộ Giáo dục.

## Tham gia công tác đại biểu Quốc hội
Bà là Đại biểu Quốc hội các Khóa IV , V, VI, VII; Ủy viên Ủy ban Văn hóa và xã hội của Quốc hội , Ủy viên Uỷ ban dự thảo Hiến pháp nước Cộng hoà xã hội chủ nghĩa Việt Nam năm 1976, Phó trưởng ban Văn hóa giáo dục của Quốc hội. 

## Nghỉ hưu
Tháng 4/1992 bà nghỉ hưu, vẫn tham gia các công tác xã hội khác, là Ủy viên Ban chấp hành Hội khuyến học Việt Nam, Chủ tịch Hội bảo trợ người tàn tật và trẻ em mồ côi thành phố Hà Nội.
Năm 2005 bà mất tại Hà nội thọ 76 tuổi. an táng tại Nghĩa trang xã Xuân Đỉnh, huyện Từ Liêm, Hà Nội.